# MRF Challenge
MRF Challenge è una serie automobilistica indiana che utilizza vetture formula, organizzata dal Madras Motor Sports Club e sponsorizzata dalla MRF.
La serie ottiene un discreto successo in quanto, svolgendosi nei mesi invernali, viene utilizzata dai piloti europei per mantenersi in allenamento.

## Vetture
La serie si divide in due categorie: la Formula 2000 e la Formula 1600. Entrambe le categorie utilizzano pneumatici monomarca prodotti dalla MRF.
La Formula 2000 utilizza le Formulino prodotte da Dallara, con un motore 4 cilindri da 2000cc sviluppato e prodotto da Renault Sport, che eroga una potenza massima di 210 CV, accoppiato ad un cambio sequenziale Hewland a 6 marce.
La Formula 1600 utilizza invece telai prodotti artigianalmente con tubi cromati, con un motore 4 cilindri Ford Duratec da 140 CV accoppiato ad un cambio Hewland sequenziale a 5 marce.

## Punteggi
La serie utilizza fin dalla sua creazione il seguente sistema di assegnazione dei punti per ogni gara:
| Posizione | 1° | 2° | 3° | 4° | 5° | 6° | 7° | 8° | 9° | 10° | PP | GV |
| Punti     | 25 | 18 | 15 | 12 | 10 | 8  | 6  | 4  | 2  | 1   | 2  | 2  |

## Albo d'oro

### Formula 2000
| Stagione | Primo                 | Secondo          | Terzo            |
| -------- | --------------------- | ---------------- | ---------------- |
| 2012-13  | Conor Daly            | Jordan King      | Luciano Bacheta  |
| 2013-14  | Rupert Svendsen-Cook  | Tio Ellinas      | Arthur Pic       |
| 2014-15  | Toby Sowery           | Ryan Cullen      | Raj Bharath      |
| 2015-16  | Pietro Fittipaldi     | Tatiana Calderón | Nikita Troitskiy |
| 2016-17  | Harrison Newey        | Joey Mawson      | Mick Schumacher  |
| 2017-18  | Felipe Drugovich      | Presley Martono  | Rinus VeeKay     |
| 2018–19  | Jamie Chadwick        | Max Defourny     | Patrik Pasma     |
| 2019–20  | Michelangelo Amendola | Dylan Young      | Josh Mason       |

### Formula 1600
| Stagione  | Primo            | Secondo               | Terzo            |
| --------- | ---------------- | --------------------- | ---------------- |
| 2014-2015 | N/D              | N/D                   | N/D              |
| 2015-2016 | Gautham Parekh   | Karthik Tharani Singh | Arjun Narendran  |
| 2016-2017 | G. Vikash Anand  | Karthik Tharani       | Raghul Rangasamy |
| 2017-2018 | Ananth Shanmugam | Nayan Chatterjee      | Anindith Reddy   |